# Вероника альпийская
Вероника альпийская (лат. Veronica alpina) — многолетнее травянистое растение, вид рода Вероника (Veronica) семейства Подорожниковые (Plantaginaceae).

## Распространение и экология
Западная Европа: Испания (Пиренеи и Сьерра-Невада), Франция (Пиренеи и Альпы), Швейцария, Италия (Альпы, Апеннины), Германия (Альпы), Великобритания (Англия и Шотландия, редко), Австрия, Албания, страны бывшей Югославии, Чехословакия (Татры), Румыния (Карпаты), Болгария, Польша (Карпаты), Норвегия, Швеция (кроме юга), Финляндия, Исландия; Азия: возможно монгольская часть Саян, Индия (Кашмир, Кумаон), Непал; Северная Америка: западная часть Гренландии, Аляска, Канада, США (к югу от Нью-Гэмпшира, Нью-Мексико, Аризоны и Калифорнии). Ареал на территории бывшего СССР состоит из трёх фрагментов: 1) Карпаты (Свидовец, Черногора, Говерла); 2) Кольский полуостров, северо-восток европейской части полуострова Канин до Обской губы, на всём протяжении достигает побережья Северного Ледовитого океана, южная граница ареала примерно совпадает с Полярным кругом, по Уральскому хребту доходит на юг до истоков Печоры; 3) Кузнецкий Алатау (река Терсь), Западные и Восточные Саяны, Хамар-Дабан.
Произрастает по влажным мелкозёмистым склонам, иногда поросшим кустарником, задернованным скалам в горах на альпийских и субальпийских лугах, изредка в лесном поясе, на севере — в тундрах.

## Ботаническое описание
Корневище ползучее, тонкое, шнуровидное. Стебли высотой 5—15 (до 25) см, восходящие, с ползучими, короткими, тонкими надземными олиственными побегами, покрыты негустыми, длинными, мягкими, отстоящими волосками.
Верхние листья очерёдные, остальные супротивные, яйцевидные или продолговато-эллиптические, длиной 10—30 мм, шириной 5—20 мм, коротко и широко черешчатые, коротко заострённые; нижние — тупые, у основания клиновидные. Все листья по краю ресничатые, неясно зубчатые или цельнокрайные; нижние чешуевидные; верхние постепенно переходят в прицветные.
Соцветие головчатое, потом удлиняющееся, жёстко волосистое, с отстоящими волосками; цветки в числе 3—20, изредка одиночные, на цветоножках длиной 1,5—2 мм, скучены в пазухах листьев в конечные кисти, иногда кисти боковые. Чашечка длиной около 3 мм, на ¾ рассечена на 5 (одна из них недоразвита) продолговатых, тупых или заострённых неравных долей, опушённая, по краю ресничатая; венчик голубой или сине-фиолетовый, иногда белый, длиной 4—7 мм, с обратнояйцевидными, неравными, тупыми лепестками.
Коробочка обратнояйцевидная или продолговато-обратнояйцевидная, длиной 4,5—7,5 мм, шириной 3,5—5,5 мм, на верхушке с неглубокой острой выемкой, опушённая. Семена плоские, гладкие, эллиптические, длиной 0,7—1 мм.

## Классификация

### Представители
В рамках вида выделяют несколько разновидностей:
- Veronica alpina var. alpina
- Veronica alpina var. australis Wahlenb.

### Таксономия
Вид Вероника альпийская входит в род Вероника (Veronica) семейства Подорожниковые (Plantaginaceae) порядка Ясноткоцветные (Lamiales).
|  |                                      |  |                                                             |                                                             |                          |  | ещё 21 семейство (согласно Системе APG II) | ещё 21 семейство (согласно Системе APG II) |                         |  |  |  | ещё от 300 до 500 видов |
|  |                                      |  |                                                             |                                                             |                          |  | ещё 21 семейство (согласно Системе APG II) | ещё 21 семейство (согласно Системе APG II) |                         |  |  |  | ещё от 300 до 500 видов |
|  |                                      |  |                                                             | порядок Ясноткоцветные                                      |                          |  |                                            |                                            | род Вероника            |  |  |  |                         |
|  |                                      |  |                                                             | порядок Ясноткоцветные                                      |                          |  |                                            |                                            | род Вероника            |  |  |  |                         |
|  | отдел Цветковые, или Покрытосеменные |  |                                                             |                                                             | семейство Подорожниковые |  |                                            |                                            | вид Вероника альпийская |  |  |  |                         |
|  | отдел Цветковые, или Покрытосеменные |  |                                                             |                                                             | семейство Подорожниковые |  |                                            |                                            |                         |  |  |  |                         |
|  |                                      |  | ещё 44 порядка цветковых растений (согласно Системе APG II) | ещё 44 порядка цветковых растений (согласно Системе APG II) |                          |  |                                            | ещё 90 родов                               | ещё 90 родов            |  |  |  |                         |
|  |                                      |  |                                                             | ещё 44 порядка цветковых растений (согласно Системе APG II) |                          |  |                                            |                                            | ещё 90 родов            |  |  |  |                         |